# Replicas (película)
Replicas es una película estadounidense de ciencia ficción y suspense dirigida por Jeffrey Nachmanoff y escrita por Chad St. John, basada en una historia de Stephen Hamel. La película sigue la historia de un  neurocientífico que viola todas las leyes para traer de vuelta a la vida a los miembros de su familia, que murieron en un accidente. La película es protagonizada por Keanu Reeves, Alice Eve, y Thomas Middleditch.

## Argumento
William Foster y Ed Whittle son científicos de investigación biomédica que trabajan para Bionyne Corporation en Puerto Rico e intentan transferir la mente de un soldado muerto a un androide con fuerza sobrehumana, cuyo nombre en código es Sujeto 345. Foster se especializa en biología sintética y mapeo de las vías neuronales de la mente, mientras que la especialidad de Whittle es la clonación humana reproductiva. Foster captura con éxito el mapa neuronal del soldado y lo transfiere al cerebro sintético del androide, pero el experimento falla cuando el soldado retrocede horrorizado ante el cuerpo del androide y lo destruye, matándose de nuevo. El jefe de Foster, Jones, le advierte que si no puede hacer que el Sujeto 345 funcione, los accionistas de la empresa cerrarán el proyecto.
Foster se lleva a su esposa Mona y a sus tres hijos Sophie, Matt y Zoe a un viaje en barco, pero en el camino todos, excepto William, mueren en un accidente de coche. Decidido a resucitar a su familia, convence a Ed para que le traiga el equipo Bionyne necesario para extraer los mapas neuronales de su familia y clonar cuerpos de sustitución para ellos. Consigue extraer sus mapas neuronales y le dice a Whittle que se deshaga de los cuerpos, pero se presenta el primer gran obstáculo para su plan: sólo hay tres cápsulas de clonación disponibles, lo que le obliga a elegir una para sacrificarla. Elige a Zoe, la más joven, y borra su memoria de los mapas neuronales de las otras tres. Whittle inicia el ciclo de diecisiete días necesario para crear clones de reemplazo maduros para la familia de Foster, y le dice que sólo dispone de ese tiempo para resolver el problema de integrar los mapas neuronales en los cuerpos clonados, o de lo contrario empezarán a deteriorarse envejeciendo a un ritmo anormalmente rápido. Integrar la mente en un clon biológico era la fase dos del proyecto de investigación, que debía resolverse tras la transferencia de los androides. Foster se ve obligado a mantener esto en secreto, ya que él y Whittle han robado millones de dólares en equipos Bionyne y están quebrantando la bioética. Pasa los diecisiete días eliminando pruebas de la existencia de Zoe de su casa y creando historias de enfermedad para explicar la ausencia de su familia en el trabajo, la escuela y los contactos en las redes sociales.
Cuando Foster nota que el sistema nervioso central de su esposa reacciona a su toque, se da cuenta de que el Sujeto 345 falló porque la mente espera una conexión con un cuerpo biológico con latidos del corazón y respiración, en lugar de uno sintético. Ahora sabe que la transferencia a los clones no será un problema, y la falla de la transferencia de Android se puede resolver programando una interfaz mente-cuerpo simulada para que el cuerpo de Android parezca biológico. Transfiere con éxito las mentes de sus seres queridos a los cuerpos clonados, luego vuelve a trabajar creando una interfaz sintética mente-cuerpo. Cuando el próximo cadáver que recibe ha sufrido demasiado daño cerebral para ser viable, Foster recurre a grabar su propia mente para la transferencia de android. Mientras tanto, Sophie tiene una pesadilla sobre la muerte de su madre, y Mona descubre a Foster borrando su recuerdo del evento. Confiesa que murieron en un accidente automovilístico y que él los resucitó. La familia pronto descubre evidencia de la existencia de Zoe que él se perdió, y él admite que no pudo salvar a Zoe y borró sus recuerdos de ella.
Jones se enfrenta a Foster y revela que está al tanto de lo que han hecho Foster y Whittle. Él le dice que la investigación en realidad no tiene fines médicos, sino que está siendo financiada por el gobierno de los Estados Unidos para proporcionar un arma militar y que la familia de Foster son cabos sueltos que deben eliminarse. Foster destruye la interfaz mente-cuerpo, incapacita a Jones y huye, intentando escapar en bote. Los secuaces de Jones capturan a la familia de Foster. Los persigue hasta Bionyne, donde está claro que Whittle los ha vendido. Jones mata a Whittle y obliga a Foster a terminar con el Sujeto 345. Foster carga su propia mente en el Sujeto 345, quien mata a los secuaces y hiere mortalmente a Jones. Los dos Foster hacen un trato con Jones: puede vivir en un cuerpo clonado y hacerse rico trabajando con Foster-345, vendiendo transferencias de clones a personas adineradas que buscan una segunda vida. Mientras tanto, Foster puede retirarse en paz con su familia, incluida la recién clonada Zoe.

## Reparto
- Keanu Reeves como Will Foster[3]
- Alice Eve como Mona Foster[3]
- Thomas Middleditch como Ed Whittle[4]
- John Ortiz como Jones
- Nyasha Hatendi como Scott
- Emily Alyn Lind como Sophie Foster
- Emjay Anthony como Matt Foster
- Aria Leabu como Zoe Foster

## Doblaje
| Personaje    | Actor original     | Actor de doblaje · Chile | Actor de doblaje · España |
| ------------ | ------------------ | ------------------------ | ------------------------- |
| Will         | Keanu Reeves       | Sebastián Fernández      | Sergio Zamora             |
| Mona Foster  | Alice Eve          |                          | Mar Bordallo              |
| Ed Whittle   | Thomas Middleditch | Daniel Streeter          | Juan Antonio Soler        |
| Sophie       | Emily Alyn Lind    |                          | Laura Pastor              |
| Agente Pérez | Luis Gonzaga       |                          | Paco Cardona              |
| Margaret     | Amber Rivera       |                          | Lola Álvarez              |
| Matt Foster  | Emjay Anthony      |                          | Carlos Bautista           |
| Jones        | John Ortiz         | Enzo Miranda             | Juan Carlos Villanueva    |

## Producción
Riverstone Pictures y Remstar Studios formaron para cofinanciar la cinta, que sería producida por Lorenzo di Bonaventura y Stephen Hamel, compartiendo la producción con Keanu Reeves, Mark Gao, y Luis A. Riefkohl. Los productores ejecutivos incluyen a James Dodson, Clark Peterson, Maxime Remillard, Bill Johnson, Jim Seibel, Nik Bower, Erik Howsan, Walter Josten, Ara Keshishian y Deepak Noyar. 
La fotografía principal comenzó el 10 de agosto de 2016, en Puerto Rico.

## Estreno
La película fue vendida en una proyección privada en el Festival Internacional de Cine de Toronto de 2017 a Entertainment Studios por $4 millones. Fue estrenada en Estados Unidos el 11 de enero de 2019.

## Recepción
Replicas recibió reseñas negativas de parte de la crítica y de la audiencia. En el sitio web especializado Rotten Tomatoes, la película posee una aprobación de 11%, basada en 57 reseñas, con una calificación de 3.2/10, y con  un consenso crítico que dice: "Con partes iguales de agujeros de trama y risas involuntarias, Replicas es una pesadamente vergonzosa salida de ciencia ficción que no es aún lo suficientemente mala para ser tan mala que es buena." De parte de la audiencia tiene una aprobación de 32%, basada en 1069 votos, con una calificación de 2.6/5.
El sitio web Metacritic le dio a la película una puntuación de 19 de 100, basada en 15 reseñas, indicando "abrumadoramente odiada". Las audiencias encuestadas por CinemaScore le otorgaron a la película una "C" en una escala de A+ a F, mientras que en el sitio IMDb los usuarios le asignaron una calificación de 5.4/10, sobre la base de 39 014 votos. En la página web FilmAffinity la cinta tiene una calificación de 4.4/10, basada en 1885 votos.